# ロミルダ (小惑星)
ロミルダ (942 Romilda) は小惑星帯に位置する小惑星である。ハイデルベルクのケーニッヒシュトゥール天文台でカール・ラインムートによって発見された。
聖ロミルダにちなんで命名された。